# Nederlandse Liederenbank
De Nederlandse Liederenbank is een wetenschappelijke databank, beheerd door het Meertens Instituut, met gegevens van ruim 180.000 Nederlandse liederen, vanaf de Middeleeuwen tot de eenentwintigste eeuw. Het betreft met name volksliedjes, waaronder kinderliedjes, straatliederen, sinterklaasliedjes, herdersliedjes, liefdesliederen, lenteliedjes, zeemansliederen, spotliederen, geuzenliederen, heiligenliederen, enzovoort.
Bronnen waar uit werd geput, waren onder meer liedboeken, middeleeuwse handschriften, historische tijdschriften, liedblaadjes, enkele liedverzamelingen en de opnames van het radioprogramma Onder de Groene Linde.
Sinds 2007 is de Liederenbank openbaar te raadplegen op het internet.
De Nederlandse Liederenbank komt voort uit het Nederlands Volksliedarchief (NVA). Sinds 2006 valt het onder het Documentatie- en Onderzoekscentrum van het Nederlandse Lied (DOC Lied), een onderdeel van het Meertens Instituut (onderzoeksinstituut van de Koninklijke Nederlandse Akademie van Wetenschappen).

## Geschiedenis van de Liederenbank
De opbouw van het gegevensbestand is begonnen in 1954 met de oprichting van het Nederlands Volksliedarchief, dat uiteindelijk een onderdeel werd van het Meertens Instituut.
Vanaf 1999 zijn de gegevens onder leiding van Louis Grijp gedigitaliseerd onder de naam de Nederlandse Liederenbank.

### De aanzet tot de oprichting van een liedarchief
In 1951 werd de Raad voor de Volkszang opgericht. Hierin hadden zitting J.M. van Buijtenen (stichting Jeugd en Muziek), E. Bruning (Katholieke Vereniging voor Volksdans en Volkszang), Henri Geraedts (Vereniging voor de Volkszang), Marie Veldhuyzen (Vereniging voor Huismuziek), H. Rooswinkel (Vorming Buiten Schoolverband), Jaap Kunst (International Folk Music Council), W. Gehrels (Gehrels-Instituut), J. Lennards (Ward-Instituut) en Jop Pollmann (stichting Ons Eigen Volk en Koninklijke Vereniging Het Nederlandsche Lied).
Het doel van de Raad was tweeledig: volkszangherstel (het bevorderen van de beoefening van de volkszang) èn volksliedstudie (zowel de bestudering van liederen uit de mondelinge overlevering, als historisch liedonderzoek).
Vanuit het tweede gestelde doel begon een commissie met het opzetten van een Nederlands Volksliedarchief, waarin Nederlandse volksliederen zouden worden verzameld, vastgelegd en wetenschappelijk bestudeerd (naar voorbeeld van het Duitse Volksliedarchief). Daarbij werden twee onderzoeksgebieden onderscheiden: het 'levende lied' (verzorgd door Jaap Kunst, Will Scheepers en Piet Meertens) en het 'in geschrift of druk overgeleverde lied' (door Eliseus Bruning OFM, Marie Veldhuyzen, Jop Pollmann en Piet Meertens).

### Het Nederlands Volksliedarchief (1954-1963)
In 1954 werd het Nederlands Volksliedarchief (NVA) opgericht. Het kwam onder leiding te staan van de musicologe Marie Veldhuyzen (1907-1989) en later Ate Doornbosch (1926-2010). Er werden kaartenbakken met ongeveer 80.000 liederen aangelegd op zowel beginregel (incipit) als op wijsaanduiding, die naar liedboeken en soms naar afschriften verwezen. Het archief maakte ongeveer 35.000 afschriften, door de liedjes over te schrijven op losse blaadjes in kaartenbakken.
Vanaf 1966 werden de opnamen van het radioprogramma Onder de groene linde (1957–1993) van Ate Doornbosch toegevoegd aan het Nederlands Volksliedarchief. Het gaat om zo'n 5000 volksliedjes die grotendeels door Doornbosch door heel Nederland werden opgenomen voor zijn programma.
In 1963 werd het Volksliedarchief opgenomen in het Volkskundebureau, dat later de afdeling Volkskunde werd van het Meertens Instituut. Het Nederlands Volksliedarchief was hiervan een onderafdeling.
Van 1990-2015 stonden het Nederlands Volksliedarchief en de digitale Nederlandse Liederenbank onder leiding van Louis Peter Grijp (1954-2016). Onder zijn leiding werd het archief in verschillende projecten uitgebreid naar zo'n 170.000 liederen, werden de liederen uitgebreider beschreven en deels voorzien van volledige liedteksten en werd het hele archief gedigitaliseerd en online raadpleegbaar.

### De voetenbank (1990-1997)
In de periode 1986-1991 maakte Louis Peter Grijp voor zijn promotieonderzoek een zogenaamde 'voetenbank', waarin op basis van strofevormen (metrum, heffingen, regellengte, rijmschema enz.) zeventiende-eeuwse liedjes konden worden gekoppeld aan mogelijke contrafacten. Hierdoor konden melodieën van liedteksten zonder muzieknotatie worden teruggevonden. Onder zijn leiding werd dit in de jaren erna uitgebouwd.

### Repertorium van het Nederlandse lied (1993-2001)
In de jaren 1993-2001 is er door Martine de Bruin, Johan Oosterman en Clara Strijbosch een compleet overzicht van alle Nederlandstalige liederen tot 1600 gemaakt. Het project stond onder leiding van Louis Grijp en Frank Willaert. In 2001 verscheen dit repertorium in boekvorm. Het gaat om 7.700 verschillende liedteksten (11.000 liederen en varianten) en 1.100 verschillende melodieën.

### Digitalisering Nederlands Volksliedarchief (1999-2004)
In de jaren 1999-2004 werden de kaartenbakken van het Nederlands Volksliedarchief gedigitaliseerd. De digitale databank kreeg de naam de Nederlandse Liederenbank. Het project werd gecoördineerd door Sasja Koetsier en later Rozemarijn van Leeuwen. De liedjes werden zoveel mogelijk uit de liedboeken of van de afschriften overgenomen, waardoor er meer gegevens van het lied konden worden ontsloten. Varianten van liedjes werden door middel van een tekstnorm en een melodienorm aan elkaar gekoppeld, waarmee het hele liedcomplex (alle varianten van een liedje tezamen) inzichtelijk werd gemaakt. Ook werden de beginregels, het refrein en de titel hertaald naar hedendaags Nederlands.
Hiernaast werden ook de gegevens van de liedbladverzamelingen van Douwe Wouters (1876-1955) en Julius Moormann (1889-1974) in de jaren rond 2000 gedigitaliseerd. Hierbij werden de liedbladen bovendien gerestaureerd (Metamorfozeproject "Liedbladen 1750-1950", in samenwerking met de Koninklijke Bibliotheek) en gescand ("Straatliederenproject" in samenwerking met de nationale erfgoedwebsite Het Geheugen van Nederland). De scans werden gekoppeld aan de Nederlandse Liederenbank.
Sinds 2007 is de Nederlandse Liederenbank openbaar te doorzoeken op het internet.

### Dutch Songs On Line (2009-2014)
Van 2009 tot en met 2014 liep het project Dutch Songs On Line, waarbij er volledige liedteksten van vóór 1900 aan de databank toegevoegd werden. Hierbij werden gegevens van de DBNL en de Liederenbank aan elkaar gekoppeld.
Bij de oplevering van Dutch Songs On Line op 19 juni 2014 waren er om precies te zijn 53.351 gedigitaliseerde liedteksten online gekomen, zowel bereikbaar in de DBNL als in Liederenbank. Het project was een samenwerking van de Universiteit Utrecht, het Meertens Instituut en de DBNL en werd grotendeels gefinancierd door NWO.

### Oeuvre Camerata Trajectina (2014)
Ter gelegenheid van het veertigjarige bestaan van ensemble voor oude muziek Camerata Trajectina werden op 20 november 2014 alle muziekopnamen van dit muziekgezelschap toegankelijk in de Nederlandse Liederenbank. In totaal ging het om zo'n 1000 opnames van 50 cd's en lp's. De opnames betroffen liedjes uit de Middeleeuwen en de Gouden Eeuw tot negentiende-eeuwse straatliederen.

## Prijs
In 2014 won de Nederlandse Liederenbank de Nederlandse Dataprijs voor humaniora en sociale wetenschappen. De tweejaarlijkse prijs bestaat uit een beeld en een bedrag van € 7.500.
De jury, onder voorzitterschap van prof. Kees Aarts, was unaniem en roemde het veelzijdige gebruik van de databank: "In de praktijk wordt de databank al door veel wetenschappers binnen de digital humanities gebruikt voor literair-, muziek-, godsdienst-, algemeen historisch en etnologisch onderzoek. Ook journalisten, musici en middelbare scholieren gebruiken de databank veel. Deze goed gestructureerde databank is daarom een grote aanwinst voor zowel het Nederlands academisch als cultureel erfgoed".